# Лобанівка (Куп'янський район)
Лобані́вка — село в Україні, у Вільхуватській сільській громаді Куп'янського району Харківської області. Населення становить 11 осіб. До 2020 орган місцевого самоврядування — Чорненська сільська рада.

## Географія
Село Лобанівка знаходиться біля витоків річки Плотва, примикає до сіл Грачівка і Купине. В селі є кілька загат.

## Історія
12 червня 2020 року, відповідно до розпорядження Кабінету Міністрів України  № 725-р «Про визначення адміністративних центрів та затвердження територій територіальних громад Харківської області», увійшло до складу Вільхуватської сільської громади.
19 липня 2020 року, в результаті адміністративно — територіальної реформи та ліквідації Великобурлуцького району, село увійшло до складу Куп'янського району Харківської області.

## Видатні особистості
- Ситников Іван Микитович (1910 — 1972) — Герой Соціалістичної Праці, народився та похований у селі[3].